# آرتور بوخوالد

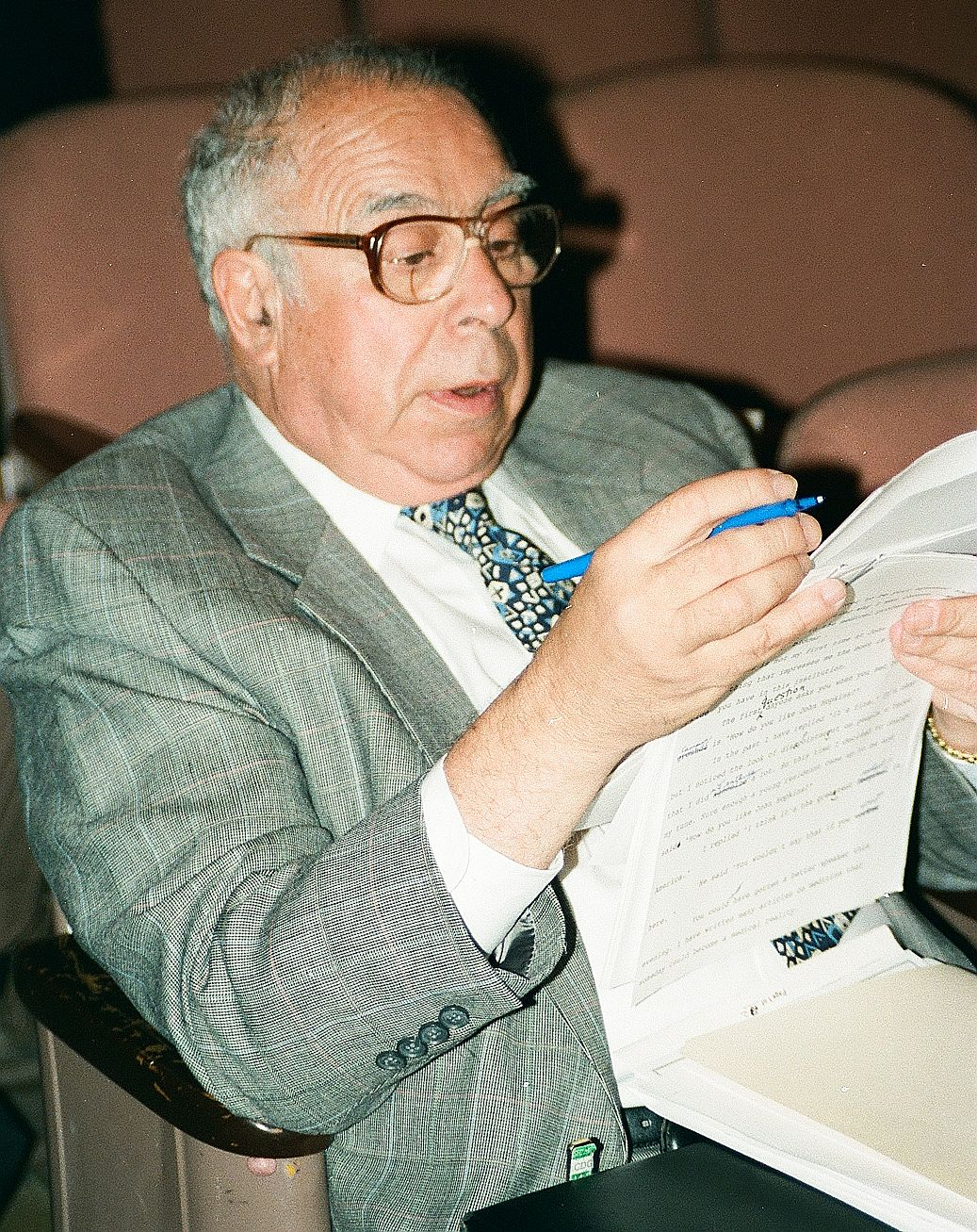

آرت "آرتور" بوخوالد (به انگلیسی: Arthur "Art" Buchwald) متولد ۲۰ اکتبر ۱۹۲۵ در یک خانواده یهودی فرزند ژوزف بوخوالد و درگذشته به تاریخ ۱۷ ژانویه ۲۰۰۷، طنزنویس مشهور آمریکایی، ستون‌نویس روزنامه اینترنشنال هرالد تریبون، واشینگتن پست، نیویورک هرالد تریبون، لس آنجلس تایمز، برنده جایزه پولیتزر (۱۹۸۲) که آثار وی در بیش از ۵۵۰ روزنامه محلی و کشوری در آمریکا به چاپ رسیده است.

## آثار

### نوشتارهای طنز
- شوهر «مغز» خانه و زن «قلب» خانه است.
- تنها علاج عشق، ازدواج است.
- یک همسفر پیدا کردن خیلی آسان‌تر است از یکی را از دست دیگری خلاص کردن!
- انسان کیسه‌های پلاستیکی، قوطی‌های آلومینیومی و سلفون‌های نایلونی را به وجود آورد تا بتواند با خیال راحت با ماشین‌اش در خیابان‌ها راه بیفتد و همه غذاهایش را از یک مغازه بخرد، آنهایی را که می‌خواهد در فریزر بگذارد و آنچه را که نمی‌خواهد دور بریزد. اما بزودی جهان ما از کیسه‌های پلاستیکی، قوطی‌های آلومینیومی، سلفون و بطری‌های یکبار مصرف پر خواهد شد و دیگر هیچ جایی برای نشستن یا راه رفتن نمی‌ماند. آنگاه است که انسان سرش را تکان می‌دهد و گریه را آغاز می‌کند.[۱]

### کتاب‌ها
- پاریس بعد از تیرگی (۱۹۵۴)
- من فکر می‌کنم خاطرم نمیاد (۱۹۸۷)
- ترک خانه (۱۹۹۴)

## آثار ترجمه شده به فارسی
- آمریکا به روایت آرت بوخوالد مترجم: پرویز ایران زاد تاریخ انتشار: ۱۳۶۴، ناشر و صاحب امتیاز در آمریکا: خانه گاهشمار کتاب آمریکا
- من لوزه‌هایم را دوست دارم
- لیموزین جدید پرزیدنت بوش
- شوکران شیرین، گزیده طنز گیتی

(در این کتاب داستان‌هایی از آثار طنزپردازان جهان از جمله "وودی آلن" و "بوخوالد" و "تربر" ترجمه شده است)
- خاطرات یک روزنامه‌نگار

حاصل تجربه‌های آرت بوخوالد که با ترجمه پرویز ایرانزاد ترجمه شده است. آشنایی مترجم با نثر و آثار بوخوالد و نیز زیست و زمانه وی سبب شده است، متن روان‌تر از ترجمه‌های این گونه به چشم بنشیند، ضمن آنکه مرحوم ایرانزاد در ترجمه سعی کرده است معادلهای مناسبی را برای برخی از ضرب‌المثل‌ها و اصطلاحات بوخوالد پیدا کند و در نهایت متنی را به دست خواننده برساند که حس کند، نویسنده (بوخوالد) در همین ایران خودمان است.

## آرت بوخوالد در ایران
آرت بوخوالد در ۱۹۷۴ به ایران سفر کرد. او یکی از شدیدترین لحن‌های انتقادی-طنزپردازنه را نسبت به رئیس‌جمهورهای آمریکا از ریچارد نیکسون تا جرج بوش داشته‌است.
آرت بوخوالد و طنزهایش در ایران توسط پرویز ایرانزاد (پ. الف. بوخی) معرفی شد. ایرانزاد که مترجم و خبرنگار بخش بین‌الملل روزنامه اطلاعات بود، همان ذوقی را که بوخوالد در مقام طنزنویس به کار می‌برد، در مقام مترجم به کار برده است و متنی خواندنی از خاطرات این روزنامه نگار نامی و شهیر آمریکایی به دست داده است.
هادی خرسندی طنز پرداز شهیر و تبعید شده ایرانی با حضور بیش از پنجاه سال در طنز ایران لقب آرت بوخوالد ایران را به خود اختصاص داده است. آقای خرسندی در سال ۱۹۷۴ در تهران با آرت بوخوالد ملاقات داشته‌است.